# ایهور خودوبیاک (بازیکن فوتبال، زاده ۱۹۸۷)
ایهور خودوبیاک (اوکراینی: Iгор Орестович Худоб’як؛ زادهٔ ۵ آوریل ۱۹۸۷) بازیکن فوتبال اهل اوکراین است.
از باشگاه‌هایی که در آن بازی کرده‌است می‌توان به باشگاه فوتبال اوورلا اوژهورود، باشگاه فوتبال گومل، باشگاه فوتبال دینامو کی‌یف، و باشگاه فوتبال اسپارتاک ایوانو-فرانکیفسک اشاره کرد.
وی همچنین در تیم ملی فوتبال Ukraine-18 بازی کرده‌است.